# Городские (Южный Парк)
«Городские» (англ. City People) — третий эпизод двадцать пятого сезона американского мультсериала «Южный Парк». Премьера эпизода состоялась на Comedy Central в США 16 февраля 2022 года.

## Сюжет
Поскольку массовый приток людей переезжает в Южный Парк из городов, что местные политики считают благом, которое принесет доход их городу, риелторы Южного Парка нанимают Лиан Картман в качестве агента по недвижимости, чтобы помочь справиться с рабочей нагрузкой. потребности из-за растущей арендной платы в результате миграции. Её избалованный сын-четвероклассник Эрик выступает против этого, потому что она больше не может уделять ему все свое внимание.
Когда он приходит к выводу, что агенты по недвижимости на самом деле ничего не делают, он основывает свою собственную компанию под названием South Park Realty Group, но появляется в том же доме, который Лиана показывает покупателям из Нью-Йорка, со своими потенциальными покупателями. После того, как Лиана говорит ему, что он не может этого сделать, Эрик начинает появляться без приглашения со своими клиентами в домах местных жителей, которые раздражены его вторжением. Когда риелторы Южного парка видят рекламу Эрика, они решают улучшить свою собственную, но получают травмы, пытаясь имитировать позу, которую Эрик демонстрирует на своих фотографиях. Их надежды укрепляются, когда местный житель говорит им, что хочет продать свою собственность, хотя это оказывается захудалой закусочной в форме хот-дога.
Мэр Макдэниелс и местные торговцы, входящие в состав Торговой палаты, опасаются, что растущая миграция горожан, покинувших города, чтобы убежать от других горожан, может покинуть Южный парк, если слишком многие из них поселятся в городе. Она приказывает своим сотрудникам вооружиться и штурмовать офис агентства по продаже недвижимости Южного парка. Однако его агенты лежат сломленные за своими столами, получив тяжелые травмы, корчась во время фотосессий. Когда и торговцы, и Лиана узнают, что Эрик показывает горожанам бывший дом Толкина Блэка, все они сходятся к этому дому.
Лиана говорит Эрику, что это нормально опасаться, что её работа может отвлечь её внимание от него, но что его действия вредят им и не обогатят его, потому что его сделки просто стимулируют рынок, а не сделают его лучше. через условное депонирование. Когда члены Торговой палаты стреляют по дому, Картманы и горожане укрываются, но Эрик отказывается уступать. Затем Лиана соглашается бросить работу, чтобы посвятить ему все свое время, на что он соглашается. Когда горожане массово покидают Южный парк, Лиана сообщает местным жителям, что они с Эриком отказываются от недвижимости, что побуждает местных жителей объявить о победе. Затем Картманы переводятся в единственную собственность, которую Лиана может себе позволить, — в старую закусочную с хот-догами. Хотя Эрик изначально приветствует жизнь в хот-доге, это меняется, когда он проверяет проточную воду и обливается кетчупом и горчицей.

## Факты
1. Стэн, Кайл и Кенни не появляются в этом эпизоде. Однако Кайл упоминается, а его дом показан в одной из сцен. Это первый раз, когда Стэн полностью отсутствует в эпизоде со времен двадцатого сезона «Not Funny».